# بيركبريتات الصوديوم
 بيركبريتات الصوديوم مركب كيميائي له الصيغة Na2S2O8 ، ويكون على شكل بلورات بيضاء .وهو من المؤكسدات القوية.

## الخواص
- لمركب بيكبريتات الصوديوم انحلالية جيدة في الماء، تبلغ 545 غ/ل عند الدرجة 20°س. تتفكك محاليله المائية بالتسخين إلى بيكبريتات الصوديوم حسب المعادلة:

2Na2S2O8 + 2H2O → 4NaHSO4 + O2
- يمتاز بيركبريتات الصوديوم بخواصه المؤكسدة، نتيجة وجود الرابطة O - O بين ذرتي الأكسجين، لدرجة أنه في محاليل مائية حمضية حاوية على أيون الفضة يستطيع مركب بيركبريتات الصوديوم أن يؤكسد أيونات المنغنيز الثنائي Mn +2 إلى أيون بيرمنغنات، وكذلك أيون الكروم الثلاثي Cr +3 إلى ثنائي كرومات.

## التحضير
يحضر مركب بيركبريتات الصوديوم من تفاعل بيركبريتات الأمونيوم مع هيدروكسيد الصوديوم حسب المعادلة:
NH4)2S2O8 + 2NaOH → Na2S2O8 + 2NH3 + 2H2O

## الاستخدامات
- يستخدم في تنميش اللوحات الإلكترونية المطبوعة.
- يستعمل في التبييض لخواصه المؤكسدة القوية، وكذلك في صناعة بعض أنواع المنظفات.